# Fernão Gonçalves de Miranda, bispo de Viseu
Fernão Gonçalves de Miranda, por vezes referido como Fernando Gonçalves de Miranda (? - 1505), foi um prelado português do século XV.

## Biografia
D. Fernão Gonçalves de Miranda era filho bastardo de Fernão Gonçalves de Miranda.
A 14 de Março de 1459, D. Afonso V de Portugal doa a Fernão Gonçalves de Miranda, filho bastardo de Fernão Gonçalves de Miranda, do seu Conselho, uma tença anual de 5.000 reais de prata para mantimento do seu estudo.
A 25 de Fevereiro de 1480, D. Afonso V privilegia Fernão Gonçalves de Miranda, recebendo-o para o seu Conselho e nomeando-o para Capelão-Mor da Casa Real, em substituição do 28.° Bispo de Lamego D. Pedro Martins, que morrera.
Sendo Capelão-Mor de D. João II de Portugal, testemunhou a entrevista do Rei com D. Fernando II, 3.º Duque de Bragança, em Almeirim.
Foi 27.° Bispo de Viseu de 1482 a 1505. Segundo algumas fontes, foi Bispo de Viseu de 1487 a 1491. Alguns autores ainda o dão como Bispo em 1499. O seu epitáfio diz que faleceu em 1505, o que era possível, mas implica a sua resignação do Bispado, então ocupado por D. Jorge da Costa, que veio a ser o célebre Cardeal dito de Alpedrinha.